# MAOI
MAOI株式会社（マオイ）は、北海道夕張郡長沼町に本社を置く酒類メーカー。

## 概要
電気技術関連の企業を経営していた、向井隆の夫妻が1982年に長沼町の馬追丘陵に土地を取得し「菜根荘」と名付け、隠居の地と考えて採石場跡地を開墾。2004年にはブドウ栽培に着手、赤ワイン用ブドウ「ヤマソーヴィニヨン」の栽培に成功し、2006年に「有限会社マオイワイナリー」として創業しブドウ園とワイン工房を建設し山ブドウ系ワイン「菜根荘ワイン」等を製造。その後創業者の高齢化に伴い2017年に不動産業や食品のEC販売を手掛ける「北海道自由グループ」が買収し「北海道自由ワイン株式会社」に改組、「マオイ自由の丘ワイナリー」として営業を継続。
2020年にはブドウ畑の5000平米から14万平米への拡張や新蒸溜・醸造所の計画を発表し、2021年には社名を「MAOI」に改めて「馬追蒸溜所」を竣工してフォーサイス社製のウイスキー製造設備を設置し2022年9月からウイスキー蒸溜を開始、ワイン・ウイスキー・ブランデーなどの製造を行う。

## 主な製品
ワイン
- 自由の丘ワイン
- 菜根荘ワイン
- MAOIシリーズ

蒸留酒
樽で熟成される蒸溜酒を蛹で美しく変身する蝶になぞらえ「メタモルフォシス」のブランドで展開。
- 北海道コーンウイスキー
- アップルブランデー

その他
- 長沼シードル